# Tailandia en los Juegos Olímpicos de Tokio 2020
Tailandia estuvo representada en los Juegos Olímpicos de Tokio 2020 por un total de 41 deportistas, 26 mujeres y 15 hombres, que compitieron en 14 deportes.
Los portadores de la bandera en la ceremonia de apertura fueron los tiradores Savate Sresthaporn y Naphaswan Yangpaiboon.

## Medallistas
El equipo olímpico tailandés obtuvo las siguientes medallas:
| Nombre                 | Deporte   | Competición         |
| ---------------------- | --------- | ------------------- |
| Oro                    |           |                     |
| Panipak Wongpattanakit | Taekwondo | –49 kg F            |
| Plata                  |           |                     |
| —                      |           |                     |
| Bronce                 |           |                     |
| Sudaporn Seesondee     | Boxeo     | Ligero (57–60 kg) F |